# Гиршфельд, Людвиг Маврикий
Людвиг Маврикий (Людовик Гиршевич) Гиршфельд (пол. Ludwik Maurycy Hirszfeld; 1814 или 1816 — 1876) — польский медик, анатом, профессор Варшавского университета, доктор медицины.

## Биография
Людвиг Гиршфельд родился 3 апреля 1816 года (на надгробном памятнике — 1814) в гмине Надажин, близ Равы. Происходил из бедной и необразованной еврейской семьи. В 1824 году отец его переехал в город Варшаву, где получил место резника, и стал посылать сына в хедер, желая сделать из него ученого талмудиста.

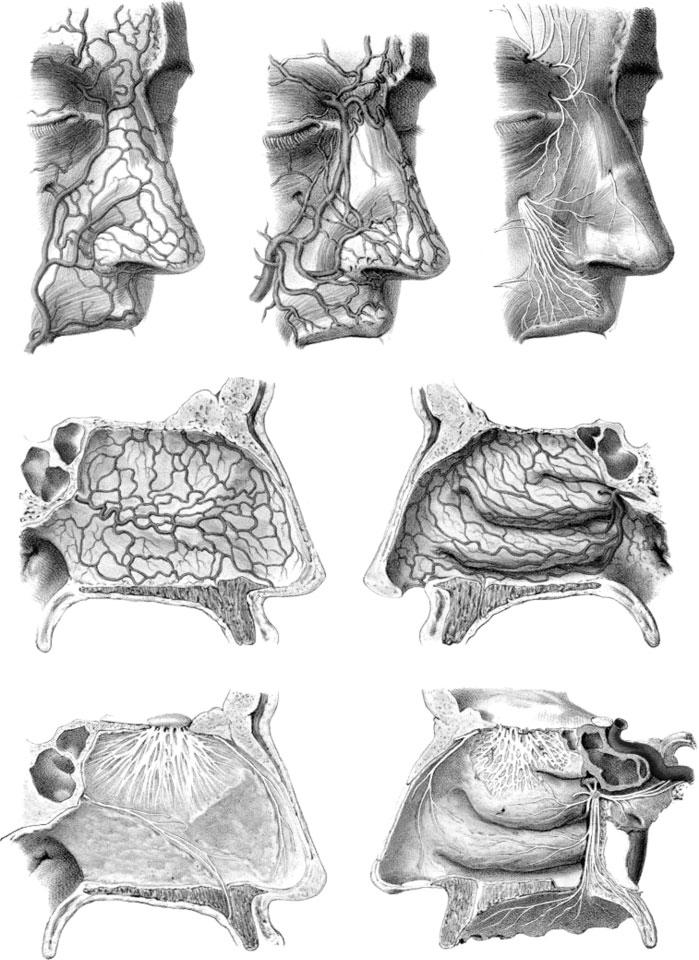
Иллюстрация из труда Гиршфельда

Познакомившись с семейством Гросхейтов, маленький Гиршфельд подружился с их сыном и у них в доме приобрел желание познакомиться с светской наукой. Желание это встретило противодействие со стороны родных. В 1833 году Гиршфельд, едва умея читать и писать, явился в Бреславль с намерением изучать медицину. Потерпев неудачу, он, вернулся в Варшаву, но вскоре вторично покинул родительский дом и ушел за границу без денег, но со скрипкой, на которой умел немного играть. В Бреславле Гиршфельд получил от знакомых деньги и отправился дальше. Добывая себе пропитание игрой на скрипке, он прошел всю Германию и Францию и в 1834 году прибыл в Париж. Благодаря счастливой случайности анатом Жан-Батист Марк Буржери (Jean-Baptiste Marc Bourgery) принял его к себе на службу. Сначала Гиршфельд исполнял обязанности слуги, а потом стал получать поручения, касавшиеся специальности Буржери — анатомии, к которой он стал обнаруживать большую склонность, и сделался его прозектором.
С 1838 по 1856 год он был сотрудником Буржери в его восьмитомном труде «Anatomie du corps de l’homme». Одновременно он занялся и самообразованием. Покровителям Гиршфельда удалось добиться того, что министр народного просвещения разрешил принять его в Парижскую медицинскую школу, несмотря на полное отсутствие научной подготовки. Гиршфельд с жаром принялся за учение. 31 августа 1848 года он получил степень доктора медицины после защиты диссертации: «Des injections capillaires» (Paris, 1848).
В 1849 году он стал частным образом преподавать описательную анатомию (в качестве professeur particulier d’anatomie et de médecine opératoire) и изучать анатомию нервов. В 1853 году Гиршфельд издал свой труд, являющийся результатом этого изучения: «Névrologie ou description et iconographie du système nerveux et des organes des sens de l’homme, avec leur mode de préparation» (Paris, 1853, 4°), с атласом. Труд этот, установивший за ним славу анатома, увенчан был Французским институтом премией в 1500 франков, не возместившей его расходов, так как издание одного только атласа стоило около 20000 франков. Рисунки в атласе сделаны художником Leveillé и часто воспроизводились в трудах по анатомии. Труд Гиршфельда был переиздан в Париже в 1860-х годах и переведен на английский и испанский языки.
Не питая надежды занять когда-либо кафедру, он занялся практикой и в 1857 году стал ассистентом профессора Леона Ростана. В 1859 году он получил приглашение в Варшавскую медико-хирургическую академию, принял его и 15 сентября прочел первую лекцию (она напечатана в «Tygodnik lekarski», № 40, и отдельно: «Wstęp do wykladu anatomii opisującej». Warszawa, 1859). Когда медико-хирургическая академия вошла в состав Главной школы (1862), Гиршфельд продолжал чтение лекции и там, а затем и в университете, в который была преобразована Главная школа в 1869 году. В 1875 году он вышел в отставку по состоянию здоровья.
Умер 10 (22) мая 1876 года в Варшаве и был похоронен на местном Еврейском кладбище.
Недостаток общего и специального медицинского образования не позволял Гиршфельду приносить пользу, соответствующую его способностям. Он был прекрасный прозектор, хороший преподаватель и был любим своими учениками, хотя чтение им лекций часто вызывало их смех из-за неправильного произношения некоторых слов: он говорил на нескольких языках, но почти на всех с ошибками; лучше всего говорил по-французски, хотя и с акцентом. Писал Гиршфельд обыкновенно по-французски; то, что было им написано по-польски, требовало корректировки.
Институт иммунологии и экспериментальной терапии Польской академии наук во Вроцлаве носит имя Гиршфельда.

## Избранная библиография
- «Anatomia opisowa ciala ludzkiego»
- Sur les conditions anatomiques et physiologiques des courbures de la colonne vertébrale;
- Sur les capsules survénales;
- Sur le diagnostique difficile de certaines tumeurs cérébrales;
- Брошюра о зубах;
- О паховом и бедренном каналах;
- О промежности (perineum);
- О маточных нервах[5].
- «Исторический очерк анатомии и взгляд на её отношение к некоторым другим наукам» (Варшавские университетские известия 1870 г., отдельно, 2 изд., исправленное и значительно умноженное, 1872 г.),
- «Краткое обозрение описательной анатомии человеческого тела. (Введение в курс)» (Варшавские университетские известия, 1871 г., № 6),
- «О паховом и бедренном каналах и о пупочном кольце в анатомическом и хирургическом отношении» (Варшавские университетские известия, 1872 г.).